# Gyolcsból van az ingem
A Gyolcsból van az ingem egy ismeretlen eredetű folklorizálódott népies dal. Az 1900-as évek legelején több népdalgyűjtő is lejegyezte: Vikár Béla 1903-ban, Bartók Béla 1904-ben Gerlicepusztán.

## Kotta és dallam
| Gyolcsból van az ingem, gyolcsból a gatyám, tizenhárom éjjel varrta a babám. Egyik szára hosszú volt, a másik meg rövid volt, hallod- e babám, jól elvarrtad a gatyám. |

## Felvételek
- Szagos a rozmaring (egyveleg). Aranykalász Együttes  YouTube (2012. október 16.)  (Hozzáférés: 2017. január 17.) (audió, képsorozat) 5:50-től.